# Terno Rei
Terno Rei é uma banda de rock alternativo e indie rock formada em São Paulo em meados de 2010. O grupo é formado por Ale Sater (voz e baixo), Bruno Paschoal (guitarra), Greg Maya (guitarra) e Luis Cardoso (bateria).
A Terno Rei já lançou 6 EPs, 4 álbuns e 14 singles. 
O Terno Rei passou a figurar em diversos festivais como no Lollapalooza Brasil, Rock in Rio e Primavera Sound e The Town Festival.

## História
Em 2014, lançam Vigilia, disco de estreia da banda lançado pelo selo independente Balaclava Records, que captura elementos de space rock e dream pop.
O EP de 2015, Trem Leva Minhas Pernas, também lançado com o selo Balaclava Records, novamente trata de assuntos cotidianos, como relações, saudade, autoconhecimento e amadurecimento, onde grupo utiliza de arranjos e solos elaborados e o uso de sintetizadores, como marca de sonoridade.
Em maio de 2015, se apresentam na 15ª edição do Primavera Sound, em Barcelona, na Espanha, no palco H&M Pro.
Em 2016, o Terno Rei lançou seu segundo álbum, Essa Noite Bateu Com Um Sonho, produzido por Guilherme Chiappetta.
Em fevereiro de 2019, lançam o terceiro álbum Violeta, álbum composto por 11 faixas que narra histórias e conflitos de amor, carregado de influências mais pop. Violeta foi grande sucesso de crítica e público, sendo eleito um dos melhores álbuns do ano por diversas publicações especializadas, e a banda viu sua popularidade aumentar consideravelmente.
Em março de 2020, lançou o single “Pivete” em parceria com o trio curitibano de synth pop e lo-fi Tuyo.
Em abril de 2020, se apresentam no Lollapalooza Brasil.
Em março de 2022, lançou Gêmeos como o quarto álbum de estúdio, novamente figurando entre os melhores do ano pela critica especializada. O álbum recebeu a indicação da Associação Paulista dos Críticos de Arte como um dos melhores lançamentos do ano. As composições do disco falam sobre amores, saudade e as dores e delícias da vida adulta. Sairiam em turnê do disco de março de 2002 até agosto de 2024.
Em junho de 2023, se apresentam novamente no Primavera Sound, na Espanha.
Em julho de 2023, lançam o EP B-Sides Gêmeos, que trouxe quatro faixas inéditas.
Em setembro de 2023, se apresentam na primeira edição do The Town, no Autódromo de Interlagos, em São Paulo, tocando no Palco The One, com Fernanda Takai e Mahmundi como convidados especiais.
Em março de 2025, se apresentam novamente no Lollapalooza Brasil.
Em 15 de abril de 2025, lançam Nenhuma Estrela, quinto álbum de estúdio que reúne 13 faixas inéditas, marcando a fase mais madura do grupo paulistano.

## Integrantes

### Atuais
- Ale Sater (voz e baixo)
- Bruno "Sad" Paschoal (guitarra)
- Greg Maya (guitarra)
- Luis "Loobas" Cardoso (bateria)

### Ex-Integrantes
- Victor Souza (percussão)

## Discografia

### EP
- 2012 - Metrópole
- 2015 - Trem Leva Minhas Pernas
- 2020 - Acústico
- 2021 - Conexão Balaclava: Samuel Rosa e Terno Rei
- 2022 - Gêmeos Live Session
- 2023 - B-Sides Gêmeos

### Álbuns
- 2014 - Vigília

- 2016 - Essa Noite Bateu Com Um Sonho
- 2019 - Violeta
- 2022 - Gêmeos
- 2025 - Nenhuma Estrela

### Singles
- 2015 - Trem Leva Minhas Pernas
- 2016 - Sinais
- 2016 - Criança
- 2018 - Solidão de Volta
- 2018 - Medo
- 2018 - Luzes de Natal
- 2019 - Dia Lindo

- 2020 - Pivete (feat. Tuyo)
- 2020 - São Paulo (Acústico)
- 2020 - Eu Amo Você (Acústico) (Cassiano/Tim Maia cover)

- 2021 - Lilás (Djavan cover)
- 2022 - Dias da Juventude
- 2022 - Difícil
- 2022 - Aviões
- 2025 - Nada Igual
- 2025 - Viver de Amor
- 2025 - Próxima Parada